# Liste des choix de repêchages des Aeros de Houston
Cette liste contient tous les joueurs de hockey sur glace ayant été repêchés par les Aeros de Houston, franchise de l'Association mondiale de hockey. Les joueurs listés ci-dessus n'ont pas obligatoirement joué un match sous le maillot de l'équipe.
Elle regroupe les joueurs depuis le Repêchage de 1973 organisé par l'AMH, jusqu’au Repêchage de 1977, le dernier mis en place par la ligue. Les joueurs sont classés par année de repêchage. Les deux premières colonnes donnent le rang et le tour duquel le joueur a été repêché suivis de son nom, de sa nationalité et de sa position de jeu.

## Les repêchages amateurs

### 1973
| No  | Tour | Nom           | Nationalité | Position       |
| --- | ---- | ------------- | ----------- | -------------- |
| 9   | 1er  | Darcy Rota    | Canada      | Ailier gauche  |
| 23  | 2e   | Tom Lysiak    | Canada      | Centre         |
| 35  | 3e   | Vic Mercredi  | Canada      | Ailier gauche  |
| 48  | 4e   | Don Cutts     | Canada      | Gardien de but |
| 61  | 5e   | Paul O'Neil   | États-Unis  | Centre         |
| 74  | 6e   | Dennis Owchar | Canada      | Défenseur      |
| 87  | 7e   | Dan Hinton    | Canada      | Ailier gauche  |
| 99  | 8e   | Lee Palmer    | Canada      | Défenseur      |
| 110 | 9e   | Sean Shanahan | Canada      | Ailier gauche  |
| 119 | 10e  | Yvon Dupuis   | Canada      | Ailier droit   |

### 1974
| No  | Tour | Nom             | Nationalité | Position       |
| --- | ---- | --------------- | ----------- | -------------- |
| 15  | 1er  | Dick Spannbauer | États-Unis  | Défenseur      |
| 30  | 2e   | Pierre Larouche | Canada      | Centre         |
| 45  | 3e   | Pete LoPresti   | États-Unis  | Gardien de but |
| 60  | 4e   | Derek Smith     | Canada      | Ailier gauche  |
| 74  | 5e   | Bob Sirois      | Canada      | Ailier droit   |
| 89  | 6e   | Ken Gassoff     | Canada      | Centre         |
| 104 | 7e   | Murray Beck     | Canada      | Centre         |
| 119 | 8e   | Jerry Badiuk    | Canada      | Défenseur      |
| 134 | 9e   | Jan Kascak      | Canada      | Défenseur      |
| 147 | 10e  | Ron Wilson      | États-Unis  | Défenseur      |
| 160 | 11e  | Bob Ferriter    | États-Unis  | Ailier gauche  |
| 173 | 12e  | John McMorrow   | États-Unis  | Centre         |
| 184 | 13e  | Craig Norwich   | États-Unis  | Défenseur      |
| 192 | 14e  | Kevin MacDonald | Canada      | Défenseur      |
| 197 | 15e  | Ian MacPhee     | Canada      | Ailier droit   |
| 201 | 16e  | Don Hay         | Canada      | Ailier droit   |
| 9   | S    | John Hughes     | Canada      | Défenseur      |
| 15  | S    | Richard Nantais | Canada      | Ailier gauche  |
| 30  | S    | Terry Ruskowski | Canada      | Centre         |

### 1975
| No  | Tour | Nom             | Nationalité | Position       |
| --- | ---- | --------------- | ----------- | -------------- |
| 15  | 1er  | Richard Mulhern | Canada      | Défenseur      |
| 30  | 2e   | Doug Jarvis     | Canada      | Centre         |
| 45  | 3e   | Kevin Campbell  | Canada      | Défenseur      |
| 60  | 4e   | Dave Salvian    | Canada      | Ailier gauche  |
| 74  | 5e   | Paul Crowley    | Canada      | Ailier droit   |
| 88  | 6e   | Bill Cheropita  | Canada      | Gardien de but |
| 101 | 7e   | John Glynne     | États-Unis  | Défenseur      |
| 113 | 8e   | Dave Taylor     | Canada      | Ailier droit   |
| 125 | 9e   | Jim Maxfield    | Canada      | Défenseur      |
| 138 | 10e  | Chad Campbell   | Canada      | Ailier gauche  |
| 150 | 11e  | Bill Oleschuk   | Canada      | Gardien de but |
| 160 | 12e  | Jim Lundquist   | États-Unis  | Défenseur      |
| 169 | 13e  | Rick St. Croix  | Canada      | Gardien de but |
| 175 | 14e  | Paul Jensen     | États-Unis  | Défenseur      |

### 1976
| No  | Tour | Nom              | Nationalité | Position      |
| --- | ---- | ---------------- | ----------- | ------------- |
| 22  | 2e   | Morris Lukowich  | Canada      | Ailier gauche |
| 34  | 3e   | Jim Roberts      | Canada      | Ailier gauche |
| 46  | 4e   | Mike Fedorko     | Canada      | Défenseur     |
| 58  | 5e   | Larry Skinner    | Canada      | Centre        |
| 70  | 6e   | Kevin Schamehorn | Canada      | Ailier droit  |
| 82  | 7e   | Mike Hordy       | Canada      | Défenseur     |
| 93  | 8e   | Larry Riggin     | Canada      | Défenseur     |
| 104 | 9e   | Bill Wells       | Canada      | Ailier gauche |
| 116 | 10e  | Bob Pazzelli     | États-Unis  | Attaquant     |

### 1977
| No  | Tour | Nom             | Nationalité | Position       |
| --- | ---- | --------------- | ----------- | -------------- |
| 1er | 1er  | Scott Campbell  | Canada      | Défenseur      |
| 10  | 1er  | Dwight Foster   | Canada      | Ailier droit   |
| 21  | 2e   | Dave Semenko    | Canada      | Ailier gauche  |
| 30  | 3e   | Glen Hanlon     | Canada      | Gardien de but |
| 39  | 4e   | Reg Kerr        | Canada      | Défenseur      |
| 48  | 5e   | Kevin McCarthy  | Canada      | Défenseur      |
| 57  | 6e   | Markus Mattsson | Finlande    | Gardien de but |
| 66  | 7e   | Harald Lückner  | Suède       | Centre         |
| 74  | 8e   | Matti Forss     | Finlande    | Centre         |
| 82  | 9e   | Mike Dwyer      | Canada      | Ailier gauche  |
| 90  | 10e  | Dave Parro      | Canada      | Gardien de but |